# Oblężenie Gibraltaru (1727)
Oblężenie Gibraltaru w 1727 roku (Trzynaste oblężenie Gibraltaru) – nieudana próba zdobycia Gibraltaru przez Hiszpanów w 1727 roku, w trakcie trwania wojny angielsko-hiszpańskiej. Zależnie od źródeł, wojska hiszpańskie oblegały Gibraltar w liczbie 12–25 tysięcy żołnierzy. Garnizon brytyjski liczył na początku oblężenia 1500 osób, lecz w trakcie konfliktu zwiększono jego liczebność do 5000 żołnierzy. Po 5 miesiącach nieudanego oblegania miasta, wojska hiszpańskie wycofały się. Otworzyło to drogę do rokowań pokojowych zwieńczonych traktatami z El Pardo w 1728 roku, oraz sewilskim w 1729 roku.